# Охват (военное дело)

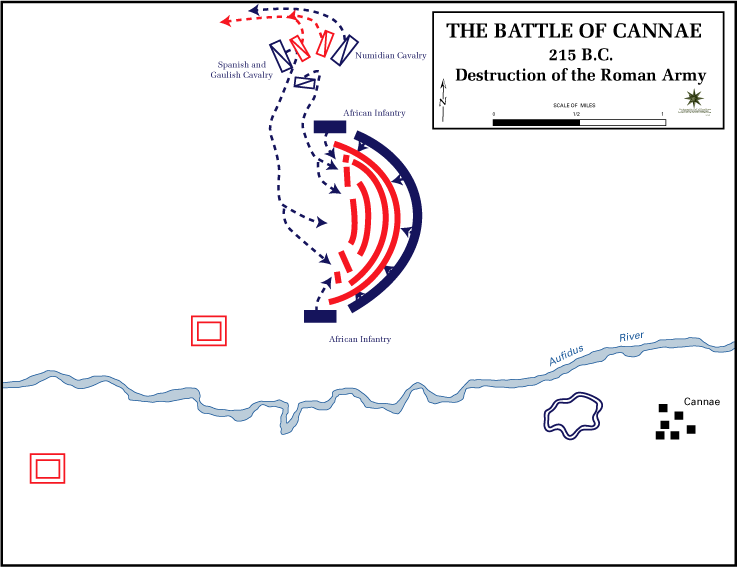
Охват войска Римской республики карфагенянами под командованием Ганнибала, в Битве при Каннах.

Охваты (красные стрелки) оборонительных рубежей войск Германии и её союзников (зелёный цвет) во время Сталинградской битвы с 19 ноября по 24 декабря 1942 года, Операция «Уран».

Охва́т, Обхват — один из видов войскового манёвра с целью нанесения ударов по одному или обоим флангам противника, с целью дальнейшего окружения (блокирования).
Жаргонное название — «Кле́щи». У латинян — Щипцы (лат. forceps).

## История
Охват как один из видов манёвра войсками (силами) применяется во встречном бою, при наступлении на обороняющегося или отходящего противника, а также при контратаках в обороне.
Так во время Русско-шведской войны 1808—1809 гг. в районе местечка Артмэ, в Нюландской губернии, невзирая на глубокие снега, в феврале 1808 года русские войска (21-я дивизия князя Багратиона, около 9 000 человек личного состава) стремительно атаковали неприятеля, пустив в охват флангов бывшую на лыжах часть пехоты. Шведы спешно отступили по Тавастгусской дороге.
Осуществляется только при наличии открытых флангов и промежутков в боевых порядках противника, а при отсутствии их — после прорыва сплошного фронта обороны. Охват производится в тесном огневом и тактическом взаимодействии с войсками, наступающими с фронта. Отличается от обхода меньшей глубиной.

Когда же окрыляющей части наступающего удается, наконец, продвинуться настолько, что обстреливается не только фронт фланга, но и бок непр-ля, то происходит охват, который, в свою очередь, при дальнейшем развитии, становится пригодным и для удара во фланг и тыл и тогда он превращается в обход. Если наступающий хочет воспользоваться своим перевесом в силах, то он должен применять охват. Необходимое условие при охвате это — полное прикрепление к месту непр-ля на фронте. Но куда будет направлен окончательный удар, на фронт или на фланг, решает в каждом дан. случае обстановка. Охват тем действительнее, чем направление удара и огня охватывающих частей более нацелено в бок непр-лю, в особенности, если удастся огнём взять непр-ля продольно, и он попадает под перекрёстный огонь.— «Бой», Военная энциклопедия (Сытин, 1911—1915)
Во время Великой Отечественной войны 1941 — 1945 годов советские войска широко и успешно применяли охват в сочетании с обходом, что давало возможность окружать немецко-фашистские войска и войска их союзников.

## Примеры

### Тактический охват
- Бои на Халхин-Голе

### Оперативный охват
- Сталинградская битва

### Стратегический охват
- Советско-японская война